# Geoffrey Parker
Geoffrey Parker (Nottingham, Reino Unido, 25 de diciembre de 1943) es un historiador británico, uno de los más destacados de su generación y uno de los mayores conocedores de la España de los siglos XVI y XVII. Está reconocido como máxima autoridad en Historia Militar y Europea de la Edad Moderna. 

## Biografía
Catedrático en la Universidad Estatal de Ohio desde 1997, antes lo fue en las universidades de Illinois y Yale, en Estados Unidos, además de en Columbia Británica, Canadá, y en St. Andrews, Escocia. 
Es autor y editor de más de una treintena de libros, entre los que sobresalen España y la rebelión de Flandes (1989), La revolución militar (1990), El ejército de Flandes y el camino español (1991), La gran estrategia de Felipe II (1998), El éxito nunca es definitivo. Imperialismo, guerra y fe en la Europa moderna (2001) y La crisis de la Monarquía de Felipe IV (2006).
Es Fellow de la Academia Británica, académico correspondiente de la Real Academia de la Historia y de la Real Academia Hispano Americana de Ciencias, Artes y Letras de Cádiz.
Entre sus muchos reconocimientos internacionales destacan la gran cruz de la Orden de Isabel la Católica y la gran cruz de la Orden de Alfonso X el Sabio. 
Discípulo aventajado del gran historiador e hispanista británico John H. Elliott, pronto se especializó en la Edad Moderna de España, haciendo de obras como La Gran Armada (en colaboración con Colin Martin) o El ejército de Flandes y el camino español excelentes referentes para el estudio y comprensión de esta época de la Historia. 
Su obra Felipe II. La biografía definitiva fue presentada en el Monasterio de El Escorial. En esta obra resuenan documentos que se habían dado por perdidos y que tras 26 años de estudios han dado sus frutos. Galardonado como uno de los mejores hispanistas, recibiendo el agradecimiento histórico de Universidades españolas por su aportación a esclarecer hechos sombríos en la Época Moderna.  
Desde 1987 es miembro correspondiente de la Real Academia de la Historia de España.

## Obra
Entre sus obras se encuentran:
- Guide to the Archives of the Spanish Institutions in or concerned with the Netherlands (1556- 1706). Bruselas, 1971 (Archivo y Biblioteca de Bélgica, N.º especial 3)
- The Army of Flanders and the Spanish Road, 1567-1659, Cambridge, 1972
- Military Revolution, 1560-1660 - A Myth?, The J. of Modern History 48 ( 2) jun 1976
- The Dutch Revolt, Londres, 1977
- Europe in Crisis, 1598-1648 (Europa en crisis). Cornell U. Press, 1979
- La Guerra de los treinta años. Crítica, Barcelona, 1988. ISBN 9788474233384
- España y la rebelión de Flandes. Editorial Nerea. 1989. ISBN 9788486763268.
- El ejército de Flandes y el camino español, 1991
- La revolución militar : innovación militar y apogeo de occidente, 1500-1800  Alianza Editorial, S.A. 2002  ISBN 84-206-6790-0 (The Military Revolution: Military Innovation and the Rise of the West, 1500-1800, 2.ª ed. Press Syndicate of U. of Cambridge, 1996)
- como coeditor con Lesley M. Smith The General Crisis of the Seventeenth Century, (La crisis general del siglo XVII) 2.ª ed. Routledge, 1997
- La gran estrategia de Felipe II, Alianza Editorial, S.A. 1998  ISBN 84-206-2902-2
- (coautoría con Robert Cowley) The Reader's Companion to Military History 2001
- Felipe II, Alianza Editorial, S.A. 2003 ISBN 84-206-5575-9
- Felipe II: La biografía definitiva, Editorial Planeta, S.A. 2010  ISBN 9788408094845
- Carlos V: Una nueva vida del emperador, Editorial Planeta, S.A. 2010  ISBN 9788408204770
- Geoffrey Parker, ed. (2010). Historia de la Guerra. Ediciones AKAL. ISBN 9788446025603.
- El siglo maldito: Clima, guerras y catástrofes en el siglo XVII, Editorial Planeta, 2013
- como coeditor con Rachael Ball Cómo ser rey. Instrucciones del emperador Carlos V a su hijo Felipe, CEEH. 2014
- El rey imprudente, la biografía esencial de Felipe II, Editorial Planeta, 2015, ISBN 9788408141990